# Kenta Hasegawa
Kenta Hasegawa (født 25. september 1965) er en japansk fodboldspiller.

## Japans fodboldlandshold
| Japans landshold | Japans landshold | Japans landshold |
| År               | Kmp              | Mål              |
| ---------------- | ---------------- | ---------------- |
| 1989             | 11               | 2                |
| 1990             | 6                | 1                |
| 1991             | 0                | 0                |
| 1992             | 0                | 0                |
| 1993             | 5                | 0                |
| 1994             | 2                | 0                |
| 1995             | 3                | 1                |
| Total            | 27               | 4                |